# Kulissensteuerung

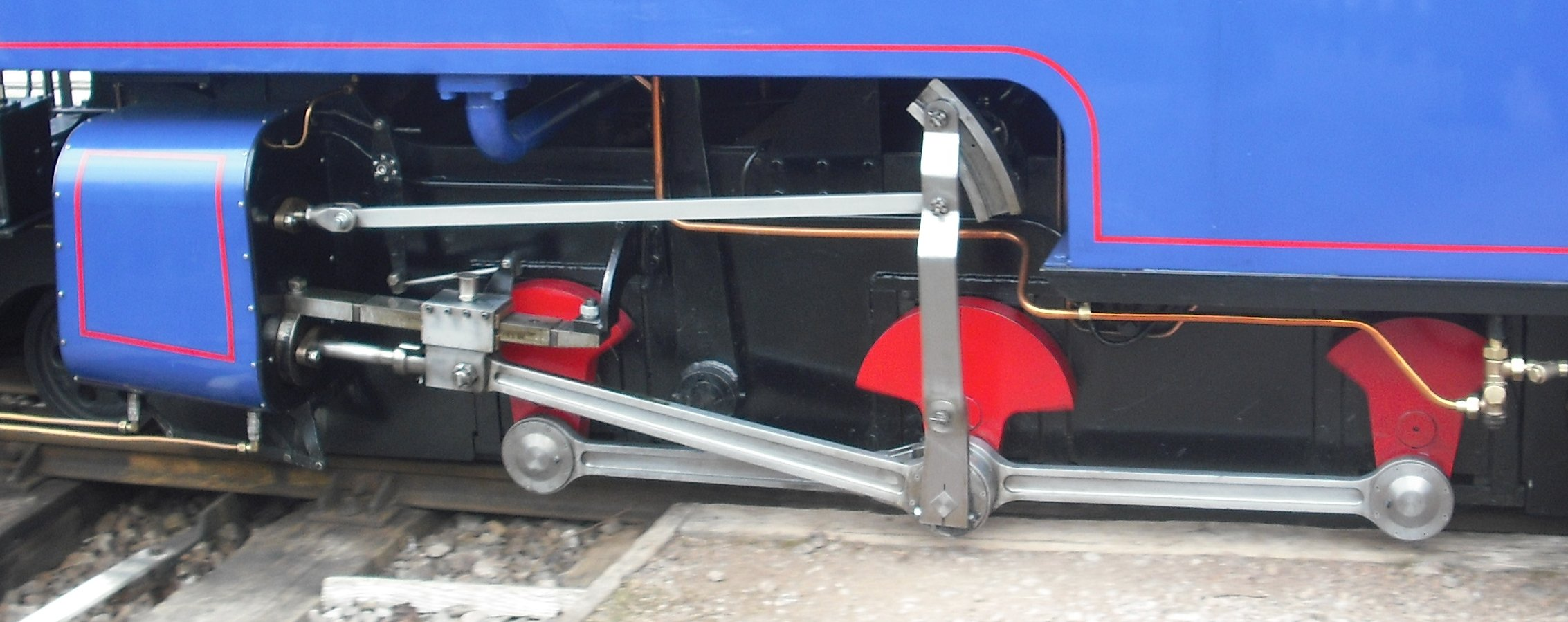
Antrieb einer Dampflok mit einer Kulissensteuerung nach dem Patent von John Wesley Hackworth

Eine Kulissensteuerung ist ein im Maschinenbau eingesetztes Getriebeelement, mithilfe dessen der Ladungswechsel bestimmter Hubkolbenmotoren, die nach dem Prinzip der äußeren Verbrennung arbeiten, verändert werden kann. Dies ermöglicht, deren Drehrichtung während des Betriebes umzusteuern und so aus einem Vorwärtsgang in einen Rückwärtsgang und umgekehrt zu wechseln. Die Steuerung der Kraftübertragung erfolgt mittels einer sogenannten Kulissenführung.

Umsteuerung nach dem Patent von Heusinger von Waldegg bzw. Walschaerts

## Anwendung
Anwendung finden Kulissensteuerungen insbesondere in dampfbetriebenen Arbeitsmaschinen, wie Lokomotiven, Schiffen oder Kranen, bei welchen eine Bewegungsumkehr während des Betriebes erforderlich ist und in denen sowohl auf ein gesondertes Schaltgetriebe als auch auf eine lösbare Kupplung verzichtet werden kann.

## Funktionsweise
Die Kulisse weist einen Schlitz, Steg oder eine Nut auf. In oder an der Kulisse befindet sich ein beidseitig zwangsgeführter Kulissenstein, auf den die Bewegung der Kulisse übertragen wird.
Dadurch, dass verschiedene Positionen des Kulissensteins in der Kulisse gewählt werden können, betrifft die Steuerungsfunktion sowohl die Drehrichtung der Maschine als auch deren Wirkungsgrad. Die möglichen Positionen des Kulissensteins werden durch den Verlauf des Schlitzes, Steges oder der Nut bestimmt. Die Kulissenführung wird insbesondere zur Realisierung komplexer Übertragungsfunktionen eingesetzt.
Eine frühe und besonders im 19. Jahrhundert weit verbreitete Steuerung dieser Art ist die „Stephenson-Kulissensteuerung“. Sie wurde durch James Howe und William Williams, die beim Dampflokomotivenkonstrukteur Robert Stephenson and Company tätig waren, zur Steuerung von Dampfmaschinen erfunden, 1842 patentiert und in den folgenden Jahren verbessert:

Kraftübertragung (Kulissenführung)

Auf der in der Skizze mit A dargestellten Achse sind zwei  Exzenter E und E1 in einem bestimmten Winkel gegeneinander auf der Achswelle angebracht. Mittels zweier Exzenterstangen B und B1 sind diese mit dem oberen bzw. unteren Ende der gekrümmten Kulisse KK verbunden, welche am unteren Ende mit zwei Stangen an dem dreiarmigen Umsteuerhebel U-U1 aufgehängt sind. Im Inneren der Kulisse K ist ein bogenförmiger Schlitz, in welchem sich ein Klotz befindet. Dieser sogenannte Kulissenstein KS verschiebt die zur Bewegung dienende Schubstange ST und betätigt damit den Steuerschieber. Durch den Handhebel H, der sich an dem gezahnten Rasterbogen H1 hin und her bewegt, kann die Kulisse gehoben und gesenkt werden, um wie gewünscht die Maschine für Vorwärts- oder Rückwärtsbewegung umzusteuern.